# Goëlo
Le Goëlo (Goueloù, Goelo, ou Bro-Oueloù en langue bretonne) est un ancien pays de Bretagne, correspondant initialement au pagus Gouelou (un pagus était alors une subdivision administrative de la Domnonée), qui comprenait le nord-ouest de l'ancien évêché de Saint-Brieuc, sur la côte ouest de la baie de Saint-Brieuc, jusqu'à l'embouchure du Trieux.
L'archidiaconé du Goélo comprenait, en plus de la définition actuelle du Goëlo, le secteur de Loudéac. Il correspondait à une bande de l'ouest de l'évêché de Saint-Brieuc. Le reste de l'évêché de Saint-Brieuc était appelé archidiaconé de Penthièvre.
Son territoire correspond approximativement à l’ancien territoire romain du « velaviensis pagus ».
Il comprend aujourd’hui, les cantons de Paimpol, Lanvollon, Plouha, Pontrieux, Plouagat, Châtelaudren, Étables-sur-Mer et les communes de Binic, Pordic, Plérin et Trémuson.

## Toponyme
Le nom du Goëlo est attesté sous les formes Goilou en 1184, Goellou, Gouelou, Goelou, Goloia et Goilou en 1202, Guoilou en 1224, Goloie en 1237, Goylo en 1266, Goilou en 1268, Goylou en 1268,  Goeslou en 1288, Goellou en 1293, Golovia et Goelo en 1330, Goueloup en 1428, Gouellou en 1420 et 1512, Goello en 1533,  Gouellou en 1535, Goello en 1543,  Goeslo en 1555, Guello en 1565, Gouellou en 1580, Gouellou en 1590.

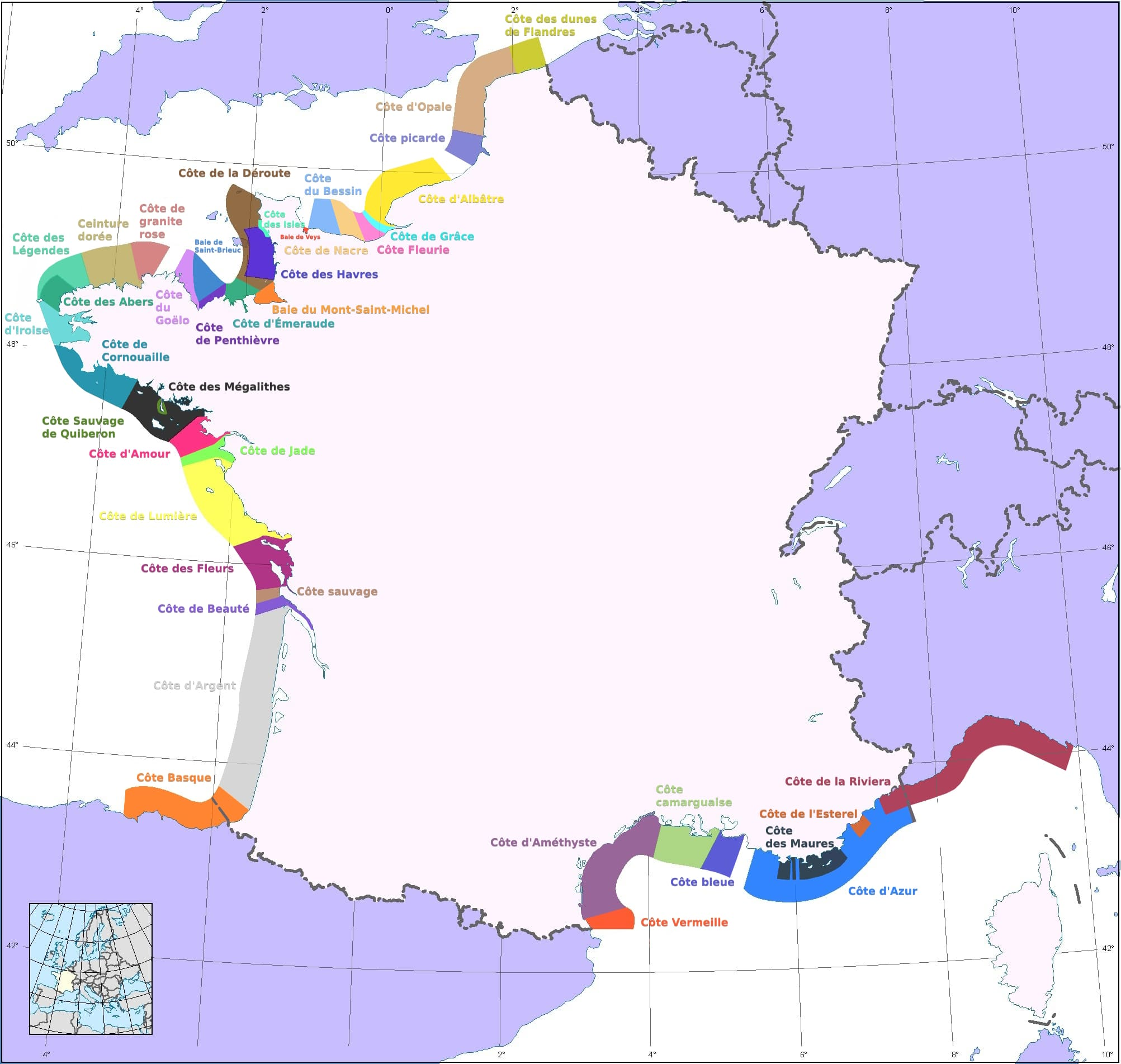
La Côte de Goëlo s'allonge depuis l'embouchure du Trieux jusqu'à l'ouest de la baie de Saint-Brieuc.

L'étymologie du toponyme Goëlo est discutée (grammatici certant). Bro-Oueloù pourrait signifier le « pays des meilleurs » (dans le sens des plus forts) ou le « pays bien choisi ».

## Histoire
En 1137, le comté du Goëlo est possédé par Henri Ier de Penthièvre  (Henri II d'Avaugour) , comte de Trégor et oncle du duc de Bretagne Conan IV. Ce dernier chasse son oncle en 1160 et ne lui laisse que le Göelo, qui apparaît ainsi, pour la première fois, comme une entité en tant que tel.
Le comté passe ensuite à son fils, Alain Ier d’Avaugour, comte de Penthièvre et fondateur de l'abbaye de Beauport, en 1202, puis à ses héritiers, tous membres de la branche cadette de la famille de Penthièvre, dite d’Avaugour.
En 1420, le Goëlo est confisqué par le duc Jean V à la suite de son rapt par Olivier de Blois (†1433), puis de sa libération.
Une grande partie du Goëlo est alors donnée au frère du duc, le comte Arthur, futur Arthur III, tandis que certaines seigneuries sont données à d'autres proches du souverain.
En 1452, le comté du Goëlo repasse à la famille de Blois, avant d’être à nouveau confisqué peu de temps après, à la suite de la Ligue du Bien public.
En 1480, le duc François II crée la baronnie d’Avaugour qu'il donne à son fils naturel François de Bretagne, qui devient ainsi baron d'Avaugour, comte de Vertus et de Goëlo. Il prendra le parti du roi de France contre sa demi-sœur, la duchesse Anne.

## Économie
Dans sa thèse de doctorat, l'urbaniste Iwan Le Clec'h a étudié le dynamisme commercial de la région de Châtelaudren. Il explique la vitalité de cette agglomération par la présence d'un axe de communication historique, aujourd'hui la voie express Paris - Rennes - Saint-Brieuc - Guingamp - Brest, et l'ouverture de cette cité sur les campagnes avoisinantes. La Nationale 12 permet au Goëlo d'être attractif et d'accueillir de nombreuses industries agroalimentaires. Les villes littorales (Paimpol, Plouha, Binic-Étables-sur-Mer, Pordic) quant à elles bénéficient d'un effet résidentiel  lié à l'accueil de touristes, de retraités et de périurbains riches. À Saint-Quay-Portrieux, cet apport est complété par une forte activité portuaire lié à la pêche et à la navigation de plaisance. Lanvollon connaît une expansion économique très forte due à la captation des dépenses de consommations des périurbains populaires qui peuplent les localités voisines. Du fait de sa position de carrefour, elle offre également aux automobilistes en transit des facilités dans la réalisation de leurs achats. Il en ressort une agrégation de grandes surfaces commerciales à proximité des ronds-points qui ceinturent cette petite ville.